# Azat-le-Ris
 Azat-le-Ris  (en occitano Asac lo Ríu) es una población y comuna francesa, en la región de Lemosín, departamento de Alto Vienne, en el distrito de Bellac y cantón de Le Dorat.

## Demografía
| 611 | 558 | 468 | 381 | 310 | 294 | 271 |
| Para los censos de 1962 a 1999 la población legal corresponde a la población sin duplicidades (Fuente: INSEE [Consultar]) |     |     |     |     |     |     |